# چهاربرگه

چهاربرگه معمولی

"چهاربرگه خاردار"

چهاربرگه (به انگلیسی: Quatrefoil) (به‌طور باستانی caterfoil) یک عنصر تزئینی متشکل از شکلی متقارن است که طرح کلی چهار دایره کنار هم با قطر یکسان را تشکیل می‌دهد. این در هنر، معماری، هرالدریک و نمادگرایی سنتی مسیحی یافت می‌شود. کلمه "quatrefoil" به معنای "چهاربرگه" (از کلمه لاتین quattuor به معنی "چهار" و folium به معنی "برگ") است. این اصطلاح به‌طور خاص به یک شبدر چهاربرگ اشاره دارد، اما به‌طور کلی برای شکل‌های چهارلوبی در زمینه‌های مختلف کاربرد دارد. در سال‌های اخیر، چندین برند لوکس تلاش کرده‌اند به‌طور متقلبانه از حقوق خلاقانه مربوط به نماد دفاع کنند، که طبیعتاً پیش از توسعه خلاقانه آن برندها است. یک شکل مشابه با سه حلقه سه‌برگه نامیده می‌شود، در حالی که شکلی که پنج حلقه دارد، پنج‌برگه است.

چهاربرگه با همپوشانی کمتر

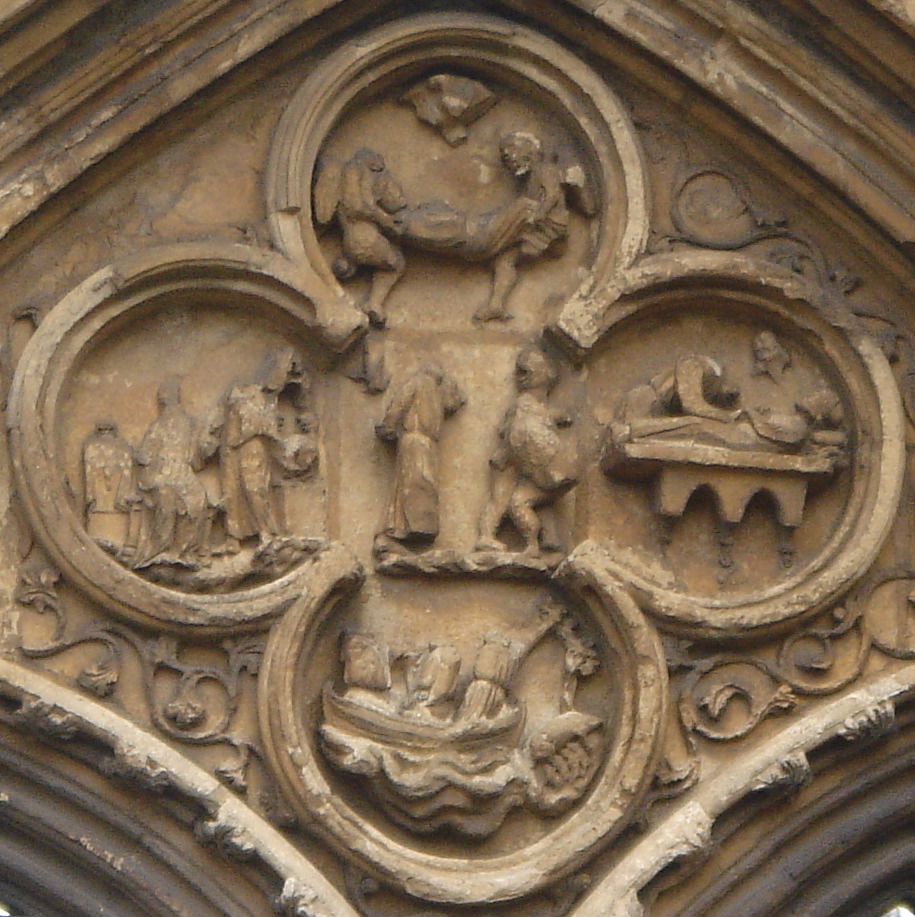
چهاربرگه بالای درب غربی صومعه کرولند که در صحنه‌هایی برجسته از زندگی سنت گوتلاک نمایش داده می‌شود.

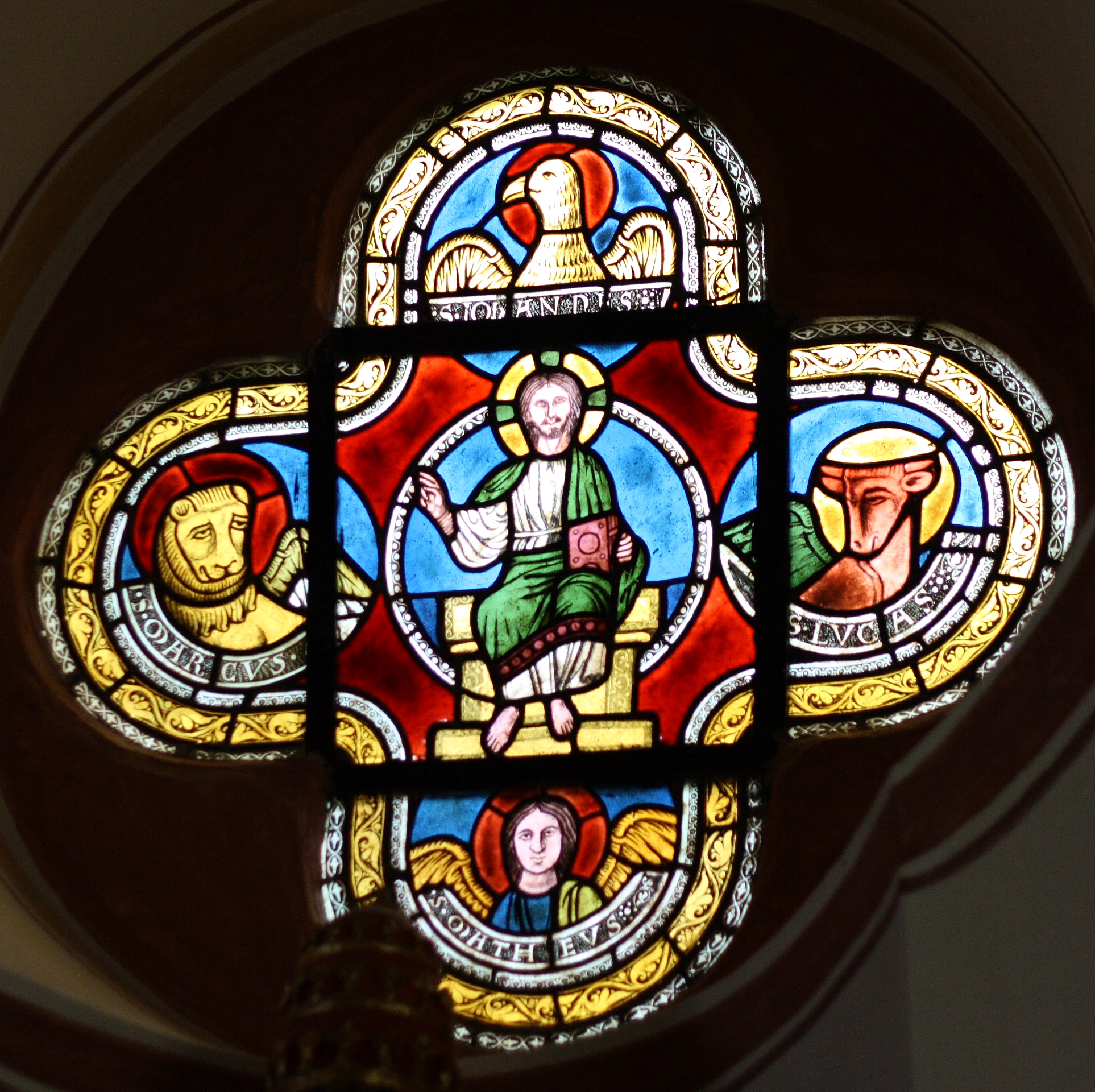
پنجره چهاربرگه در کلیسای سنت پتروس در پترسلاهر، آلمان